# Guy Lafleur
Pour les articles homonymes, voir Lafleur.
Temple de la renommée : 1988
Guy Damien Lafleur, né le 20 septembre 1951 à Thurso dans la province de Québec au Canada et mort le 22 avril 2022 à l’âge de 70 ans, à Kirkland également au Québec, est un joueur professionnel canadien de hockey sur glace, surnommé le « Démon blond » ou « Flower » par ses coéquipiers,. En 2007, il est classé onzième meilleur joueur de l'histoire de la Ligue nationale de hockey après l'expansion majeure de 1967 par le magazine The Hockey News.
Sélectionné au premier rang du repêchage amateur de la ligue par les Canadiens de Montréal, il se fait remarquer pour sa première saison en marquant soixante-quatre points. Par la suite, il devient le premier joueur de l'histoire à connaître six saisons de suite avec au moins cinquante buts et cent points et permet par la même occasion aux Canadiens de remporter cinq fois la Coupe Stanley. Il connaît une carrière de dix-sept saisons dans la ligue nationale de hockey : il joue de 1971 à 1991 en passant quatorze saisons avec les Canadiens, suivies d'une retraite pendant trois saisons et d'un retour pendant une saison avec les Rangers de New York et deux avec les Nordiques de Québec.
Après sa carrière, différents hommages lui sont décernés. Le trophée remis par la Ligue de hockey junior majeur du Québec au meilleur joueur des séries éliminatoires porte le nom de « trophée Guy-Lafleur ». Son chandail numéro 10 est retiré par les Canadiens de Montréal le 16 février 1985 au Forum de Montréal et il est intronisé au Temple de la renommée du hockey en 1988. En 2022, il reçoit l'Ordre du hockey au Canada de la part de la fédération Hockey Canada, en l'honneur de l'ensemble de sa carrière.

## Biographie
Guy Lafleur commence le hockey sur glace très jeune dans sa ville natale de Thurso au Québec, ville à 156 km à l'ouest de Montréal. Il grandit en voyant toutes les rencontres des Canadiens de Montréal de la Ligue nationale de hockey (LNH) à la télévision et admire alors Jean Béliveau, numéro 4 des Canadiens. Lafleur n'hésite pas à se lever tôt les week-ends afin de profiter d'autant plus de la patinoire de la ville.

### Hockey amateur et junior

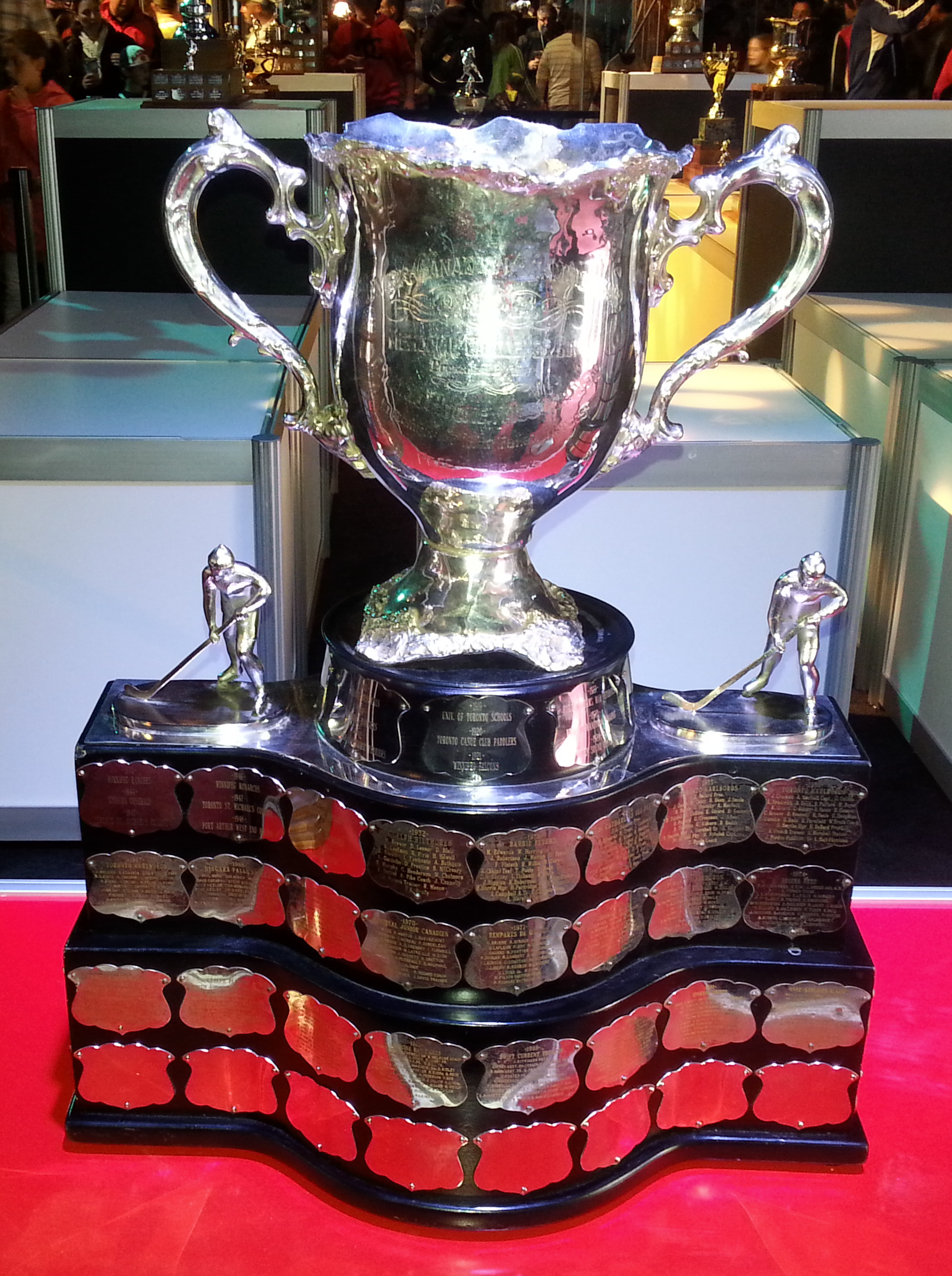
Guy Lafleur permit aux Remparts de Québec de remporter la Coupe Memorial en 1971

Il fait ses débuts avec les Quebec Canadian Tire au sein de l'association de hockey du Québec, en 1966-1967, puis il rejoint les As de Québec Jr au cours de la même saison. Il y joue pendant trois saisons avant de rejoindre la toute nouvelle Ligue de hockey junior majeur du Québec et les Remparts de Québec dirigée par Maurice Filion. Il fait ses débuts dans la LHJMQ lors de la saison 1969-1970, première saison de la ligue et du club. Le premier match de l'histoire de la franchise est joué lé 18 octobre 1969 et Lafleur, qui porte le numéro 4 comme son idole Béliveau, inscrit quatre buts et une passe décisive pour la victoire des siens 10-5 contre les Éperviers de Sorel.
Au terme de la saison régulière, Lafleur compte 170 points décomposés en 103 buts et 67 aides, deuxième meilleur pointeur de la saison avec quatre points de moins que Luc Simard des Ducs de Trois-Rivières. L'équipe termine en tête du classement puis passe les différentes rondes des séries éliminatoires battant tour à tour les Rangers de Drummondville, les Éperviers de Sorel puis les Alouettes de Saint-Jérôme pour la finale de la Coupe du président en ne concédant que trois matchs sur quinze joués et aucun match en finale,. Lors des quinze matchs joués durant les séries, Lafleur finit meilleur pointeur avec 43 points. Il est désigné centre de la première équipe d'étoiles de la LHJMQ en compagnie de son entraîneur.
L'équipe gagne son billet pour aller défier le Canadien junior de Montréal de l'Association de hockey de l'Ontario mais s'incline trois matchs à zéro contre les futurs vainqueurs de la Coupe Memorial menés par Gilbert Perreault, futur premier choix du repêchage dans la LNH de 1970.
Lafleur commence la saison suivante en tant que capitaine de l'équipe et il guide les siens à une nouvelle première place de la saison régulière. Les Remparts terminent premiers avec 32 points d'avance sur les deuxièmes, les Bruins de Shawinigan, et ne cumulent que sept défaites dans la saison.
Lafleur, Michel Brière et André Savard briguent les trois premières places des meilleurs pointeurs avec respectivement 209, 144 et 139 réalisations, Lafleur recevant le trophée Jean-Béliveau du meilleur pointeur de la ligue. En plus de Lafleur, Pierre Roy et Jacques Richard sont élus dans la première équipe d'étoiles de la saison, André Savard et Filion dans la seconde. La marque des 130 buts reste le record du nombre de buts sur une saison qui n'est battu qu'en 1983-1984 par Mario Lemieux qui inscrit 133 buts. Il est une nouvelle fois sélectionné dans l'équipe d'étoiles de la LHJMQ, cette fois-ci en tant qu'ailier droit.
Encore une fois les Remparts écartent tous leurs adversaires pour la Coupe du Président : les Maple Leafs de Verdun, les Ducs de Trois-Rivières puis les Bruins de Shawinigan. Lafleur inscrit une nouvelle fois 43 points et il permet à son équipe de jouer la Coupe Robertson contre les champions de l'AHO : les Black Hawks de Saint Catharines menés par Marcel Dionne. La tension autour du match est énorme entre les Black Hawks anglophones et les Remparts francophones. Après une victoire de chaque côté, le troisième match de la série est joué dans le Colisée de Québec des Remparts et alors que les joueurs locaux remportent le match 3-1, 102 minutes de pénalités sont distribuées dont 77 pour l'équipe de Saint Catharines. Le quatrième match est également remporté par les Remparts mais la situation entre les deux équipes ne fait qu'empirer avec des pénalités et des combats de plus en plus nombreux. Les joueurs visiteurs doivent même se faire escorter par la police pour quitter la patinoire. Afin de faire redescendre la tension, les dirigeants des Black Hawks prennent la décision de jouer le cinquième match sur une patinoire neutre : le Maple Leaf Gardens de Toronto. Cela dit, bien avant le début du match, des rumeurs laissent entendre que quel que soit le résultat de la rencontre il n'y aura pas de sixième match, les dirigeants des Black Hawks refusant de retourner jouer une nouvelle fois à Québec et proposent à la place de jouer au Forum de Montréal. Les Remparts perdent le cinquième match 6-3 mais remportent tout de même la série, les dirigeants de l'équipe refusant la moindre négociation pour jouer le sixième match ailleurs que dans leur patinoire et leurs adversaires refusant catégoriquement cette solution.
Les Remparts sont sacrés meilleure équipe de l'Est mais remportent également par la même occasion la Coupe Memorial 1971. En effet, le championnat de l'Ouest du Canada, la Ligue de hockey de l'Ouest, est déclaré hors-la-loi selon l'Association canadienne de hockey. Malgré tout les Remparts insistent tout de même pour jeter un défi aux Oil Kings d'Edmonton et jouer une série en deux matchs vainqueurs. Lafleur et ses coéquipiers remportent les deux rencontrent sur leur glace 5-1 et 5-2.
Très connu dans la capitale québécoise depuis ses exploits dans le Tournoi International de hockey Pee-Wee, il devient une vedette adulée dans la ville, jouant ses matchs juniors au Colisée Pepsi devant plus de 10 000 personnes. Il a alors ses habitudes dans le quartier Limoilou, habitant chez sa logeuse Ève Baribeau au 238 boulevard Benoît-XV et devient un régulier des restaurants de la 3e Avenue toute proche. Il réside d'ailleurs dans la ville deux ans après son repêchage par les Canadiens, faisant la route Montréal-Québec après chaque pratique de l'équipe.

### Le repêchage 1971 de la LNH
Alors que Lafleur est fan depuis toujours des Canadiens de Montréal et qu'il fait les bonheurs des Remparts dans la LHJMQ, Sam Pollock, directeur gérant des Canadiens, s’intéresse également au joueur de Thurso qui se présentera au cours de l'été 1971 au repêchage amateur de la LNH. Il fait alors tout son possible pour pouvoir choisir en tant que première équipe. Il décide alors d'échanger Ernie Hicke de son équipe ainsi que son futur choix de première ronde avec les Golden Seals de la Californie en retour de François Lacombe et de leur futur choix de première ronde. Il fait alors le pari que les Seals finiront derniers de la saison 1970-1971 mais sans aucune certitude. Il doit réaliser un autre échange en cours de saison quand il se rend compte que les Kings de Los Angeles sont partis pour faire encore pire que les Seals. Pollock échange ainsi le vétéran Ralph Backstrom contre deux joueurs de moindre valeur aux Kings. L'ajout de Backstrom au sein de la franchise des Kings est bénéfique pour tout le monde puisque finalement, les Kings finissent neuvièmes de la LNH, la carrière de Backstrom est relancée et les Canadiens peuvent choisir en premiers au repêchage et ainsi sélectionner Guy Lafleur.
Juste avant les débuts de la saison 1971-1972, l'idole de jeunesse de Lafleur, Jean Béliveau, annonce qu'il arrête sa carrière et il propose au jeune joueur québécois de porter son numéro 4. Lafleur décline conscient de la pression qu'il a déjà sur ses épaules et du surplus que porter ce numéro engendrerait. Il décide alors de choisir le numéro 10. À la suite du départ de leur capitaine, les Remparts décident de retirer le numéro de Lafleur.

### Ses débuts dans la LNH
Lafleur met trois saisons avant de trouver ses marques dans la Ligue nationale de hockey. Lors de sa saison recrue, en 1971-1972, il inscrit soixante-quatre points, le cinquième meilleur total de l'équipe, Frank Mahovlich finissant premier avec quatre-vingt-seize points ; Phil Esposito des Bruins de Boston est le meilleur pointeur de la saison avec cent-trente-trois points. Au cours de cette saison, l'équipe des Canadiens change puisque Ken Dryden, déjà au club la saison passée, devient officiellement le gardien de l'équipe, Henri Richard est le nouveau capitaine de l'équipe et Scotty Bowman succède à Al MacNeil derrière le banc de l'équipe. Dryden a beau déjà avoir remporté la Coupe Stanley 1971 il est toujours officiellement une recrue de la LNH et à l'issue de la saison régulière, il remporte le trophée Calder de la recrue de la saison. Troisième de division Est, l'équipe de Montréal perd au premier tour des séries éliminatoires contre les deuxièmes de la division, les Rangers de New York. Sur les six matchs joués, Lafleur totalise cinq points dont un but.
Au cours de sa deuxième saison, Lafleur termine une nouvelle fois cinquième pointeur de l'équipe avec cinquante-cinq points, quarante de moins que Jacques Lemaire, meilleur pointeur de l'équipe ; Esposito domine toujours la ligue avec 108 points.

### Après-carrière
Guy Lafleur est propriétaire d'un restaurant nommé « Bleu Blanc Rouge » à Rosemère à partir du 4 août 2008. En janvier 2011, il ajoute une section boutique à son restaurant permettant à ses fans de se procurer des objets signés. Voyant le succès et la popularité de cette initiative, il ouvre une boutique en ligne du même nom au début de l'année 2012. Cet établissement est fermé définitivement depuis. Il a ouvert un restaurant nommé « Mikes Signature Guy Lafleur » à Berthierville en 2002 qu'il a revendu en 2007.
Il possède également son brevet de pilote depuis 1997 et pilote des hélicoptères. En juillet 2005, il devient le nouveau colonel honoraire du 12e escadron de radar de la base de Bagotville.
Dans le cadre de sa tournée d'adieu avec les Anciens Canadiens au Québec en 2010, Guy Lafleur joue son dernier match à Montréal, le 5 décembre 2010 contre les Légendes du Temple de la renommée du hockey au Centre Bell. Le match se termine sur le score de 15-8 devant 15 835 spectateurs. Guy Lafleur y marque trois buts en plus de remporter la première étoile du match.
Il joue également un match dans sa ville natale de Thurso le 12 décembre 2010, dans l'aréna qui porte son nom et les anciens du Canadien l'emportent 18-8 face à une équipe d'habitants de Thurso.
Il joue un dernier match le 27 février 2011 au Colisée Pepsi de Québec.

### Mort
Guy Lafleur meurt le 22 avril 2022 à Kirkland des suites d’un cancer des poumons,. Le jour même, le premier ministre québécois François Legault annonce son désir de lui offrir des funérailles nationales. Son décès engendre une vague de sympathie. Il est ovationné par les partisans des Canadiens au Centre Bell le 24 avril, ainsi qu'au Centre Canadian Tire le 23 avril alors que les Canadiens visitaient les Sénateurs d'Ottawa. Des centaines de milliers de personnes publient des photos d’elles en sa compagnie sur les réseaux sociaux. Le gouvernement du Québec met en place un registre officiel de condoléances virtuelles. À Québec, un registre de condoléances est installé près de son monument sur la place Jean-Béliveau.
Une chapelle ardente accueille des milliers de partisans au Centre Bell le 1er et le 2 mai,. Le 3 mai à 10 h 30, sa dépouille quitte l'amphithéâtre en direction de la basilique-cathédrale Marie-Reine-du-Monde de Montréal où se déroulent des funérailles nationales présidées dès 11 h par l'archevêque montréalais Christian Lépine accompagné du cardinal Gérald Cyprien Lacroix. La cérémonie est télédiffusée et des écrans géants sont installés à l'extérieur de la cathédrale. Sept personnes participent à l'éloge funèbre : Geoff Molson, Yvan Cournoyer, Larry Robinson, Guy Carbonneau, Patrick Roy, son fils Martin et sa belle-sœur Francine Barré.

### Vie personnelle
Guy Lafleur est marié avec Lise Barré, fille d'un propriétaire d'une concession automobile de Québec, Roger Barré. Il a deux fils, nommés Martin et Mark.
En 1979, il enregistre un album narré avec musique disco sur les aspects du hockey. Deux versions sont pressées, une française et une anglaise.
Le 24 mars 1981, Lafleur est blessé dans un accident d'automobile survenu à Montréal : alors qu'il s'est endormi au volant, sa voiture percute une clôture métallique séparant deux voies entre l'autoroute 20 et une voie de service. Une des poutres retenant la structure métallique de la clôture perfore le pare-brise pour seulement blesser Lafleur à une oreille.
Guy Lafleur a eu une amitié avec, entre autres, Gilles Villeneuve qui débuta en 1976 pour se conclure au décès de Villeneuve en 1982.

## Statistiques

### Statistiques en club
| Saison     | Équipe                | Ligue          |       | Saison régulière | Saison régulière | Saison régulière | Saison régulière | Saison régulière |    | Séries éliminatoires | Séries éliminatoires | Séries éliminatoires | Séries éliminatoires | Séries éliminatoires |
| Saison     | Équipe                | Ligue          | PJ    | B                | A                | Pts              | Pun              | PJ               | B  | A                    | Pts                  | Pun                  |                      |                      |
| 1966-1967  | As de Québec Jr.      | LHJQ           | 8     | 1                | 1                | 2                | 0                | -                | -  | -                    | -                    | -                    |                      |                      |
| 1967-1968  | As de Québec Jr.      | LHJQ           | 43    | 30               | 19               | 49               | 0                | -                | -  | -                    | -                    | -                    |                      |                      |
| 1968-1969  | As de Québec Jr.      | LHJQ           | 49    | 50               | 60               | 110              | 83               | -                | -  | -                    | -                    | -                    |                      |                      |
| 1969-1970  | Remparts de Québec    | LHJMQ          | 56    | 103              | 67               | 170              | 105              | 15               | 25 | 18                   | 43                   | 34                   |                      |                      |
| 1970       | Remparts de Québec    | Coupe Memorial | -     | -                | -                | -                | -                | 12               | 18 | 18                   | 36                   | 23                   |                      |                      |
| 1970-1971  | Remparts de Québec    | LHJMQ          | 62    | 130              | 79               | 209              | 135              | 14               | 22 | 21                   | 43                   | 49                   |                      |                      |
| 1971       | Remparts de Québec    | Coupe Memorial | -     | -                | -                | -                | -                | 7                | 9  | 5                    | 14                   | 18                   |                      |                      |
| 1971-1972  | Canadiens de Montréal | LNH            | 73    | 29               | 35               | 64               | 48               | 6                | 1  | 4                    | 5                    | 2                    |                      |                      |
| 1972-1973  | Canadiens de Montréal | LNH            | 69    | 28               | 27               | 55               | 51               | 17               | 3  | 5                    | 8                    | 9                    |                      |                      |
| 1973-1974  | Canadiens de Montréal | LNH            | 73    | 21               | 35               | 56               | 29               | 6                | 0  | 1                    | 1                    | 4                    |                      |                      |
| 1974-1975  | Canadiens de Montréal | LNH            | 70    | 53               | 66               | 119              | 37               | 11               | 12 | 7                    | 19                   | 15                   |                      |                      |
| 1975-1976  | Canadiens de Montréal | LNH            | 80    | 56               | 69               | 125              | 36               | 13               | 7  | 10                   | 17                   | 2                    |                      |                      |
| 1976-1977  | Canadiens de Montréal | LNH            | 80    | 56               | 80               | 136              | 20               | 14               | 9  | 17                   | 26                   | 6                    |                      |                      |
| 1977-1978  | Canadiens de Montréal | LNH            | 78    | 60               | 72               | 132              | 26               | 15               | 10 | 11                   | 21                   | 16                   |                      |                      |
| 1978-1979  | Canadiens de Montréal | LNH            | 80    | 52               | 77               | 129              | 28               | 16               | 10 | 13                   | 23                   | 0                    |                      |                      |
| 1979-1980  | Canadiens de Montréal | LNH            | 74    | 50               | 75               | 125              | 12               | 3                | 3  | 1                    | 4                    | 0                    |                      |                      |
| 1980-1981  | Canadiens de Montréal | LNH            | 51    | 27               | 43               | 70               | 29               | 3                | 0  | 1                    | 1                    | 2                    |                      |                      |
| 1981-1982  | Canadiens de Montréal | LNH            | 66    | 27               | 57               | 84               | 24               | 5                | 2  | 1                    | 3                    | 4                    |                      |                      |
| 1982-1983  | Canadiens de Montréal | LNH            | 68    | 27               | 49               | 76               | 12               | 3                | 0  | 2                    | 2                    | 2                    |                      |                      |
| 1983-1984  | Canadiens de Montréal | LNH            | 80    | 30               | 40               | 70               | 19               | 12               | 0  | 3                    | 3                    | 5                    |                      |                      |
| 1984-1985  | Canadiens de Montréal | LNH            | 19    | 2                | 3                | 5                | 10               | -                | -  | -                    | -                    | -                    |                      |                      |
| 1988-1989  | Rangers de New York   | LNH            | 67    | 18               | 27               | 45               | 12               | 4                | 1  | 0                    | 1                    | 0                    |                      |                      |
| 1989-1990  | Nordiques de Québec   | LNH            | 39    | 12               | 22               | 34               | 4                | -                | -  | -                    | -                    | -                    |                      |                      |
| 1990-1991  | Nordiques de Québec   | LNH            | 59    | 12               | 16               | 28               | 2                | -                | -  | -                    | -                    | -                    |                      |                      |
| Totaux LNH | Totaux LNH            | Totaux LNH     | 1 126 | 560              | 793              | 1 353            | 399              | 128              | 58 | 76                   | 134                  | 67                   |                      |                      |

### Statistiques en équipe nationale
| Année | Équipe | Évènement            |   | PJ | B | A  | Pts | Pun             |  | Résultat |
| 1976  | Canada | Coupe Canada         | 7 | 1  | 5 | 6  | 12  | Première place  |  |          |
| 1981  | Canada | Championnat du monde | 7 | 1  | 0 | 1  | 2   | Quatrième place |  |          |
| 1981  | Canada | Coupe Canada         | 7 | 2  | 9 | 11 | 0   | Deuxième place  |  |          |

## Trophées personnels et collectifs

### Ligue de hockey junior majeur du Québec
- 1969-1970
  - Trophée Jean-Rougeau en tant que joueur de la meilleure équipe de la saison régulière.
  - Coupe du président en tant que champion des séries.
  - Meilleur pointeur des séries.
  - Centre de la première équipe d'étoiles.

- 1970-1971
  - Trophée Jean-Rougeau.
  - Trophée Jean-Béliveau du meilleur pointeur de la saison régulière.
  - Coupe du Président.
  - Meilleur pointeur des séries.
  - Coupe Memorial.
  - Ailier-droit de la première équipe d'étoiles.

### Ligue nationale de hockey
- 1972-1973 : Coupe Stanley
- 1974-1975 
  - sélectionné dans la première équipe d'étoiles
  - Participation au match des étoiles
- 1975-1976
  - Trophée Art-Ross en tant que meilleur pointeur de la saison régulière
  - Trophée Lester-B.-Pearson du meilleur joueur de la saison régulière selon les autres joueurs
  - Coupe Stanley
  - Sélectionné dans la première équipe d'étoiles
  - Participation au match des étoiles

- 1976-1977
  - Trophée Art-Ross
  - Trophée Hart du meilleur joueur de la saison régulière selon les journalistes
  - Trophée Lester-B.-Pearson
  - Trophée Conn-Smythe du meilleur joueur des séries éliminatoires
  - Coupe Stanley
  - Sélectionné dans la première équipe d'étoiles
  - Participation au match des étoiles

- 1977-1978
  - Trophée Art-Ross
  - Trophée Hart
  - Trophée Lester-B.-Pearson
  - Coupe Stanley
  - Sélectionné dans la première équipe d'étoiles
  - Participation au match des étoiles

- 1978-1979
  - Coupe Stanley
  - Sélectionné dans la première équipe d'étoiles

- 1979-1980 
  - sélectionné dans la première équipe d'étoiles
  - Participation au match des étoiles

- 1990-1991 : participation au match des étoiles

### Canadiens de Montréal
- Trois trophées Mémorial Joseph-Cattarinich (1971, 1974, 1975)
- Sept coupes Molson (1975, 1976, 1977, 1978, 1979, 1980, 1982)

### Hockey international
- 1976 : Coupe Canada 1976 : Gagnant avec Équipe canadienne.

### Sports canadiens
- 1977 : récipiendaire du Trophée Lou-Marsh pour l'athlète par excellence au Canada.

## Honneurs et hommages personnels

### Hommages nationales du Québec
Guy Lafleur a reçu des funérailles nationales de la part du Gouvernement du Québec à son décès en 2022.

### Décorations
- En 2022, il reçoit l'Ordre du hockey au Canada de la part de la fédération Hockey Canada, en l'honneur de l'ensemble de sa carrière[44],[45],[46].
- Médaille d'honneur de l'Assemblée nationale du Québec (2022)[47]
- Chevalier de l'Ordre national du Québec (2005)[48]
- Officier de l'Ordre du Canada (1980)[49]

### Honneurs et hommages du monde du hockey et du sport

#### Ligue de hockey junior Maritimes Québec

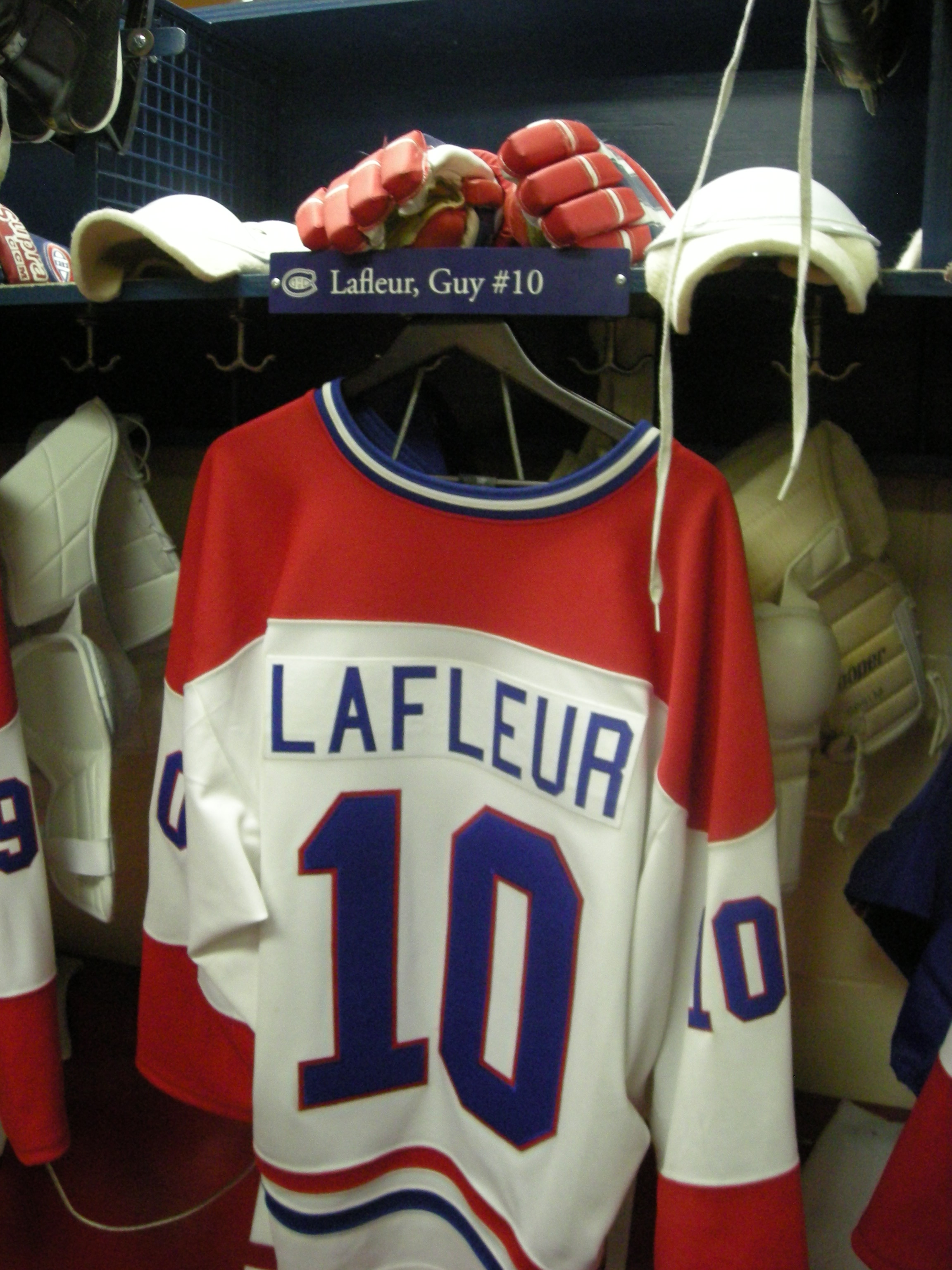

En plus des différents trophées qu'il récolte dans la LHJMQ : 
- le numéro 4 des Remparts et de toutes les équipes de la LHJMQ est retiré en l'honneur de Guy Lafleur.
- le trophée Guy-Lafleur est remis au joueur le plus utile des séries éliminatoires de la ligue.

#### Ligue nord-américaine de hockey
- le Trophée Guy-Lafleur  pour le meilleur pointeur de la saison.

#### Ligue nationale de hockey
- 2017 : nommé parmi les 100 plus grands joueurs de la LNH à l'occasion du centenaire de la ligue[50]

#### Canadiens de Montréal
En plus des différents trophées qu'il récolte dans la LNH :
- le numéro 10 des Canadiens est retiré en son honneur.
- Statue de bronze présente à la Place du centenaire devant le Centre Bell[51]

#### Hockey international
- Membre du Temple de la renommée du hockey en 1988.

#### Sports canadiens
- Membre du Panthéon des sports canadiens en 1996.

#### Sports québécois
- Membre du Panthéon des sports du Québec en 1993.

#### Hommages américains
- 1979 : Golden plate de l'American Academy of Achievement.

### Hommages municipaux et régionaux

#### Ville de Thurso
- L'aréna de la ville a été renommée Aréna Guy Lafleur en 1990[52].
- Statue de bronze en hommage à Guy Lafleur devant l'Hôtel de ville de sa ville d'origine[53].
- La statue devant l'Hôtel de ville est présente dans une place, la Place Guy-Lafleur[54]

#### Ville de Québec et Commission de la Capitale-nationale du Québec
- « Trop fort pour la ligue » : œuvre de Guillaume Tardif (2021) : Il s'agit d'une œuvre qui rend hommage à Guy Lafleur alors qu’il évoluait avec les Remparts de Québec. Elle représente un personnage de bronze qui déploie une énergie exceptionnelle à tirer au but. Ce puissant lancer crée l’effet d’une explosion de rondelles dans le filet, qui éclate ainsi en morceaux. L’ensemble de l’œuvre exprime ce que le jeune joueur de 19 ans allait devenir : une légende. Elle est présente dans l'Allée consacrée au hockey de la Place Jean-Béliveau[55].

- Le 8 mai 2024, la ville de Québec renomme le Pavillon de la Jeunesse en Pavillon Guy-Lafleur[56] pour sa contribution à l'histoire de la région de Québec, notamment par sa contribution au hockey[57].

#### Autoroute Guy-Lafleur
- Le 28 avril 2023, le gouvernement annonce que l’autoroute 50 sera renommée l’autoroute Guy-Lafleur[58]. La nouvelle est officiellement annoncée le 4 mai à Thurso, lors d'une cérémonie d'inauguration[59].